# Likvidator
Likvidator har som uppgift att avveckla ett aktiebolag. Likvidatorn ersätter styrelse och verkställande direktör i aktiebolaget.

## Likvidator i Sverige
I Sverige utses likvidatorn av Bolagsverket, som även har en förteckning över de personer som anmält sig som likvidatorer, eller, även om det är ovanligt, av tingsrätt. Likvidatorn är alltid en fysisk person som fyllt 18 år, inte är i personlig konkurs eller har näringsförbud, ofta är det en advokat. Denne skall vara oberoende av bolag, tidigare styrelse och VD samt kunnig i exempelvis regler om likvidation i aktiebolagslagen. Det är fördelaktigt om likvidatorn har tidigare erfarenhet, och i extra krävande fall kan fler än en likvidator utses. Om bolagets ställning anses som god kan bolaget föreslå en person till likvidator som sedan utses av Bolagsverket. Ersättning till likvidatorn betalas ut från bolagets tillgångar, men ersättning kan betalas ut från Bolagsverket om företaget försätts i konkurs och saknar tillgångar att betala likvidatorn. 